# Philadelphia Atoms
Philadelphia Atoms foi uma agremiação esportiva da cidade de Filadélfia, Pensilvânia. O clube ganhou notoriedade por ter conquistado o título da North American Soccer League em 1973. Atualmente disputa a American Soccer League.

## História

### Philadelphia Atoms (1973-1976)
Fundado em 1973, o Philadelphia Atoms conquistou já na sua temporada de estreia conquista o título da NASL, ao bater o Dallas Tornado na final. O clube permanece na competição até 1976, quando a equipe é extinta e sua vaga é repassada ao Philadelphia Fury.

### Philadelphia Atoms SC (2017)
Em 2017 o clube retorna as atividades como um clube fênix do Philadelphia Atoms anterior. A equipe estreia na American Soccer League já em 2017.

## Títulos
Campeão Invicto
| NACIONAIS      | NACIONAIS                    | NACIONAIS | NACIONAIS  |
|                | Competição                   | Títulos   | Temporadas |
| -------------- | ---------------------------- | --------- | ---------- |
| Estados Unidos | North American Soccer League | 1         | 1973       |